# 新竹縣私立忠信高級中學
台灣新竹財團法人私立忠信學校（簡稱忠信學校），創立於1970年，位於新竹縣新豐鄉，為一所完全中學。

## 學校簡介

### 演變與發展
- 1970年：「新竹縣私立忠信高級中學」核准成立。
- 1975年：為配合國家推展技職教育，改制為「新竹縣私立忠信高級工商職業學校」，電機科、綜合商業科及附設補習學校設立。
- 1981年：美工科設立。
- 1987年：汽車科設立。
- 1988年：綜合商業科調整為商業經營科、資料處理科，資訊科設立。
- 1997年：美工科更名為廣告設計科，高中部普通科恢復招生。
- 2001年：恢復校名為「新竹縣私立忠信高級中學」，附設補習學校更名為附設進修學校。
- 2002年：國中部及綜合高中設立。
- 2006年：應用外語科日文組及觀光事業科設立，商業經營科停止招生。
- 2011年：汽修科停止招生。
- 2014年：資訊科更名為訊通控科、資料處理科更名為資管科、廣告設計科更名為多廣室科、幼兒保育科更名為時尚幼保科、觀光事業科更名為觀光餐飲科。
- 2016年：應用英語科、時尚幼保科停止招生。
- 2017年：訊通控科停止招生。
- 2018年：多廣室科停止招生。
- 2019年：電機科、日文科停止招生。

### 歷任校長
| 任期 | 姓名   | 任職日期   | 離職日期   |
| ---- | ------ | ---------- | ---------- |
| 1    | 武純仁 | 1970年3月  | 1985年6月  |
| 2    | 朱慕蘭 | 1985年6月  | 1997年10月 |
| 3    | 蘇龍德 | 1997年10月 | 2008年8月  |
| 4    | 高天極 | 2008年8月  | 2009年7月  |
| 5    | 簡煥卿 | 2009年8月  | 2020年7月  |
| 6    | 廖婉君 | 2020年8月  | 現任       |

## 科系
- 國中部
- 高中部
  - 普通科LIP
- 高職部
  - 資管科
  - 觀光餐飲科

## 姊妹校
- 中华人民共和国：云南师范大学附属中学[1]
- 马来西亚：吉隆坡坤成中學[2]
- 马来西亚：亞庇建國中學
- 马来西亚：沙巴崇正中學

## 外部連接
- 新竹忠信學校網站 （页面存档备份，存于）